# Lola Garcia Fuentes
Lola Garcia Fuentes (Barcelona, 5 d'abril de 1963) és una periodista catalana.
Llicenciada en periodisme a la Universitat Autònoma de Barcelona, desenvolupà la seva tasca periodística a diferents emissores de ràdio: Ràdio l'Hospitalet, Ràdio Miramar, Ràdio Salut, Europa FM i Ràdio Marca Barcelona. En aquesta darrera emissora, dirigí i presentà el programa de ràdio Dones Marca entre 2004 i 2017. Enfocat en l'esport femení, durant tretze temporades donà veu a les esportistes, tècniques i dirigents esportives dels diferents clubs, associacions i federacions esportives a Catalunya. També reivindicà la manca de visibilitat, recursos i situacions de desigualtat.
El 2018 fou premiada amb el Premi Dona i Esport en la categoria de mitjà de comunicació. El 2024 va rebre el Premi Puro Cora, atorgat pel Grup gallec El Progreso, "per la seva professionalitat i seny a l'hora d'opinar sobre el conflicte català".